# انتشارات بریل
انتشارات بریل یک شرکت نشر کتاب‌های علمی و دانشگاهی در شهر لایدن هلند است. این شرکت در سال ۱۶۸۳ تأسیس شد و از آن زمان کتاب‌های نفیس و مهمی را در زمینه‌های علوم انسانی و تاریخ و ادیان منتشر کرده است.

## آثار منتشرشده
دانشنامه‌ها
- دانشنامه قرآن به سرپرستی جین دمن مک‌آولیف، استاد دانشگاه جرج واشینگتن
- دائرةالمعارف یهود «جودائیکا»، به سرویراستاری جیکوب نیسنر (Neusner jacob)[۱]
- دانشنامه اسلام
- دانشنامه اسلامیکا
- دانشنامه جودائیکا